# Arnhem Highway
Der Arnhem Highway ist eine Fernverkehrsstraße im australischen Northern Territory. Er verbindet den Stuart Highway südöstlich von Darwin mit der Stadt Jabiru im Kakadu-Nationalpark. Der Arnhem Highway bildet die nördliche Route in den Kakadu-Nationalpark.

## Verlauf

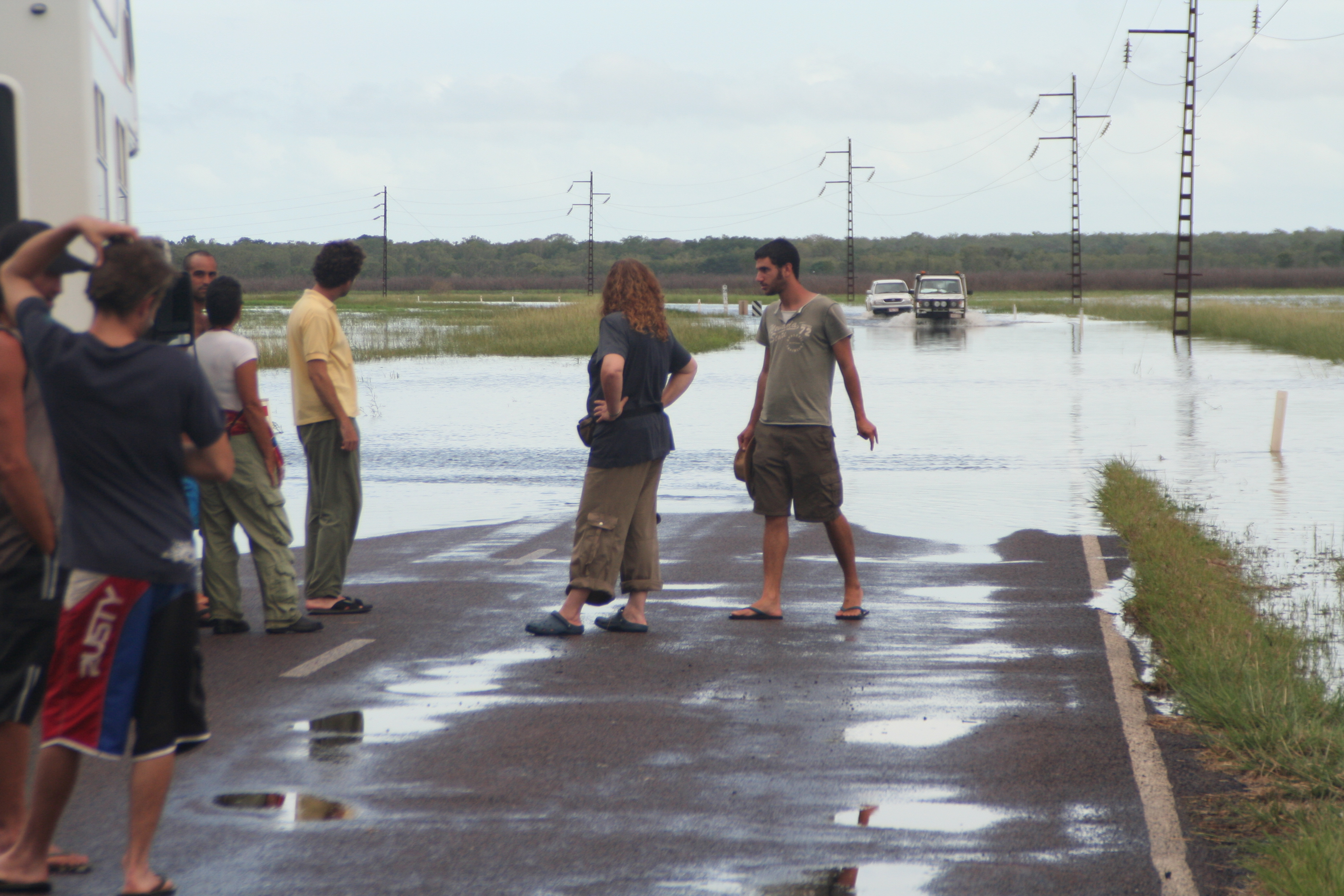
Der Arnhem Highway während der Regenzeit

Der Arnhem Highway zweigt etwa 35 km südlich von Darwin, bei der Ortschaft McMinns Lagoon nach Osten vom Stuart Highway (N1) ab. Erste größere Ortschaft am Highway ist Humpty Doo. Der Ort liegt inmitten ausgedehnter Mangoplantagen. Bekannt ist Humpty Doo für das Big Boxing Crocodile, sowie den nahen Tierpark Reptile World, in dem Krokodile und andere heimische Tierarten gehalten werden. 20 km östlich der Stadt liegt der in den 1950er-Jahren errichtete Staudamm Fogg Dam. Dieser sollte dazu dienen, das an den Adelaide River angrenzende Land zu überfluten und dort Reis anzubauen. Der Plan schlug fehl und heute ist Fogg Dam das letzte sichtbare Zeichen dieses Plans. Das Gebiet ist seitdem die Heimat vieler Tierarten geworden.
Kurz hinter Humpty Doo kreuzt der Arnhem Highway den Adelaide River. Weiter östlich bildet der Highway bis Corroboree die südliche Grenze des Djukbinj-Nationalparks. Danach verläuft die Strecke noch etwa 20 km weiter in südöstlicher Richtung, bis sie mit der Überquerung des Flusses Mary River den südlichsten Punkt erreicht.
Nach etwa der Hälfte der Gesamtlänge zweigt die nicht asphaltierte Old Jim Jim Road als 90 km lange Alternativverbindung zum Kakadu Highway (S21) nach Südosten ab. Nach weiteren 20 km erreicht der Arnhem Highway den Kakadu-Nationalpark. Er überquert den Wildman River, den West Alligator River und den South Alligator River.
Schließlich erreicht die Straße ihren Endpunkt Jabiru, den größten Ort im Kakadu-Nationalpark. Hier treffen außer dem Arnhem Highway von Süden her der Kakadu Highway, von Norden die Straße von Ubirr und von Osten her die Straße von Jabiru East, dem Flughafen und der Ranger-Uran-Mine zusammen.
Der höchste Punkt im Verlauf des Highways liegt auf 78 m, der niedrigste auf 3 m.